# Југословенска национална странка
Југословенска национална странка је била политичка странка у Краљевини Југославији између 1932. и 1941.
Дана 6. јануара 1929. краљ Александар I Карађорђевић је распустио Народну скупштину, укинуо Устав и забранио све политичке партије. Године 1931. краљ уводи нови Устав и формално враћа политичку слободу, иако је de facto, велики део политичке моћи остајао њему и влади.
Под вођством премијера Петра Живковића маја 1932. године формирана је Југословенска радикална сељачка демократија, као режимска странка у земљи. Саставни делови ЈРСД су били прорежимски кадрови Народне радикалне странке, Демократске странке и десно католичко крило Словеначке народне странке. Проглас народу Југославије о оснивању Југословенске радикалне-сељачке демократије објављен је 1. маја 1932. године. На челу Привременог Главног одбора ЈРСД налазио се Никола Узуновић, а потпредседници су били Јурај Деметровић, Карло Драгутин Ковачевић, Милован Лазаревић и Ловрло Претовар.
ЈРСД 20. јула 1933,  мења име у Југословенска национална странка и постаје заступник централизације и југословенског национализма. Од 1932. до 1935, генерал Петар Живковић, Милан Сршкић и Никола Узуновић су били премијери док је ЈНС била на власти. На првом земаљском конгресу Југословенске националне странке јула 1933. године за председника ЈНС-а изабран је Никола Узуновић, док је за генералног секретар одбран био др Алберт Крамер. За потпредседнике странке изабрани су др Војислав Маринковић, др Милан Сршкић, др Коста Кумануди, др Алберт Крамер, Иван Пуцељ, др Светислав Поповић, Божидар Максимовић, Јурај Деметровић, Павао Матица и Карло Ковачевић.
Смрт краља Александра и расписивање нових избора су били озбиљан ударац ЈНС-у и њеном лидеру Богољубу Јевтићу. После избора (које је ипак победила ЈНС) Милан Стојадиновић (бивши члан ЈНС) је формирао нову странку, под називом Југословенска радикална заједница, заједно са Словеначком народном странком и Југословенском муслиманском организацијом и постао премијер, избацивши ЈНС са политичке сцене.
Југословенска национална странка прешла је у опозицију. На следећем конгресу ЈНС-а, одржаном на Видовдан 1936. у Бања Луци, пред 700 делегата за новог председника је изабран генерал Петар Живковић, Никола Узуновић је постао почасни председник, први потпредседник је постао Јован Бањанин, други потпредседник је био Јурај Деметровић док је др Алберт Крамер остао генерални секретар. На том конгресу нису присуствовали Божидар Максимовић, Милан Сршкић и Никола Узуновић што је јасно указивало на цепање странке. Живковић се ослањао на намеснике Раденка Станковића и Ива Перовића, који су као масони били противници Корошецове клерикалне политике. Југословенска национална странка није учествовала на изборима 1938, иако добар део чланова ЈНС био на листи опозиционог Блока народне слоге.
После Априлског рата 1941. ЈНС је распуштена.